# Rostvit kungsfiskare
Rostvit kungsfiskare (Corythornis madagascariensis) är en fågel i familjen kungsfiskare inom ordningen praktfåglar.

## Utseende och läte
Rostvit kungsfiskare är en liten, nästan självlysande orangefärgad kungsfiskare. Den skiljs från madagaskarkungsfiskaren genom orangefärgade ovansidan och orange näbb. Lätet är ett kort "tschik" som ofta hörs i flykten.

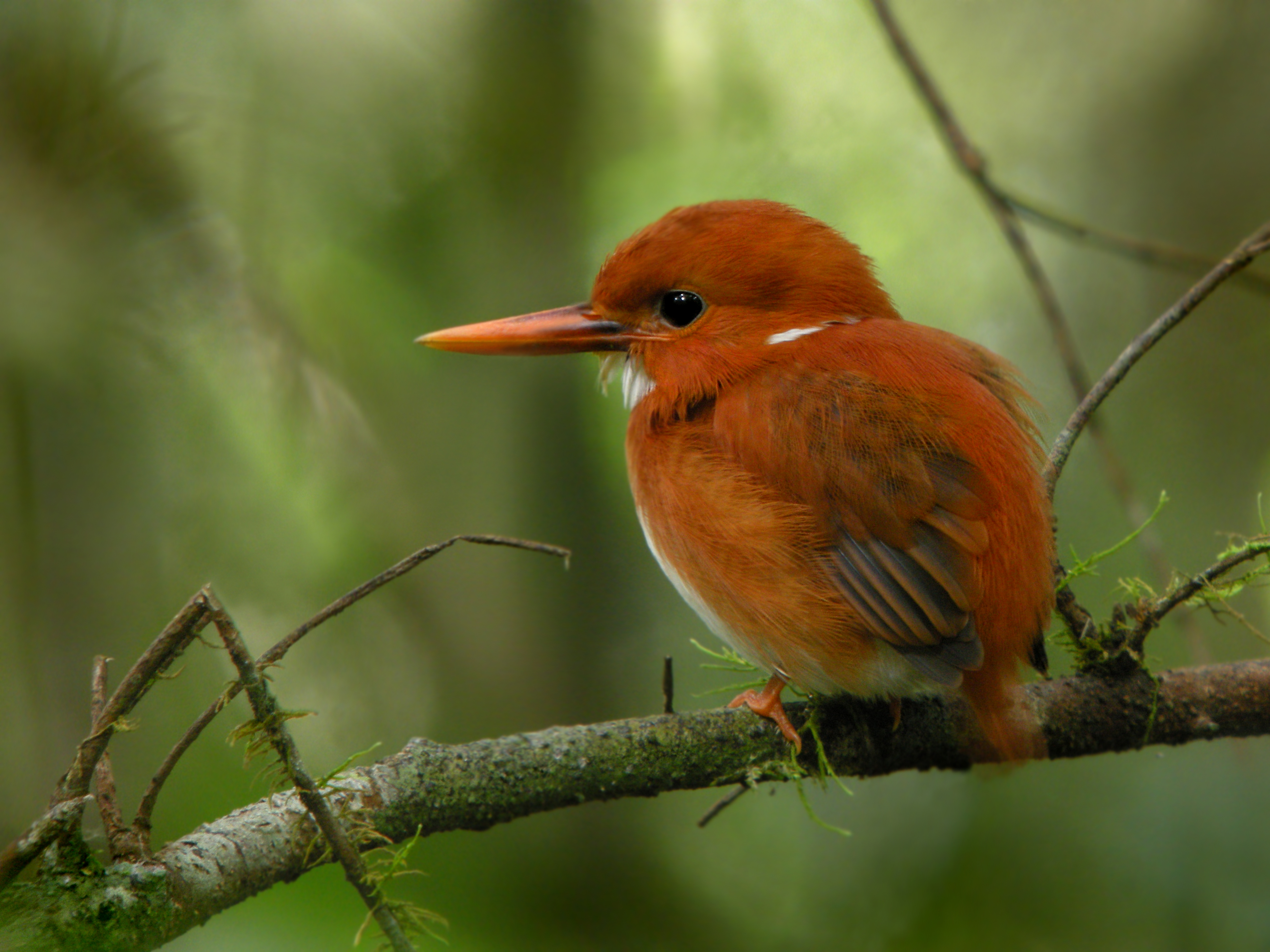

## Utbredning och systematik
Rostvit kungsfiskare förekommer på Madagaskar och delas upp i två underarter:
- Corythornis madagascariensis madagascariensis – låglandsskogar på Madagaskar
- Corythornis madagascariensis dilutus – sydvästra Madagaskar (Sakaraha-regionen)

Tidigare har den placerats i släktena Ceyx eller Ispidina men genetiska studier visar att den hör hemma i Corythornis.

## Levnadssätt
Rostvit kungsfiskare är vanligast i regnskog på östra och norra Madagaskar, men förekommer också lokalt i torrare lövskog i väst. Där kan den sitta orörlig under långa perioder innan den plötsligt gör utfall för att fånga ett byte, oftast grodor.

## Status och hot
Arten har ett stort utbredningsområde, men tros minska i antal, dock inte tillräckligt kraftigt för att den ska betraktas som hotad. Internationella naturvårdsunionen IUCN listar arten som livskraftig (LC).